# Santi Duangsawang
Jarea Phootnong, conocido artísticamente como Santi Duangsawang (en tailandés: สันติ ดวงสว่าง) (10 de enero de 1968 - 4 de agosto de 2016), fue un actor y cantante tailandés.

## Discografía
- Joob Mai Wan (จูบไม่หวาน)
- Fak Jai Sai Krathong (ฝากใจใส่กระทง)
- Rak Nee Mee Kam (รักนี้มีกรรม)
- Thon Kham Saban (ถอนคำสาบาน)
- Luk Thung Khon Yak (ลูกทุ่งคนยาก)
- Look Chao Baan (ลูกชาวบ้าน)
- Nang Loei Nang Luem (นางลอยนางลืม)

## Libro
1. ↑  http://music.mthai.com/hotissue/250749.html
2. ↑  http://oknation.nationtv.tv/blog/political79-2-1/2016/11/04/entry-2

- Datos: Q28058552